# Равенсбург (хокейний клуб)
«Равенсбург» (нім. EV Ravensburg) — хокейний клуб із міста Равенсбург, Німеччина. Заснований у 1881 році. Виступає у Другій Німецькій хокейній лізі.

## Історія
Клуб «Равенсбург» заснований 24 листопада 1881 року, є одним із найстаріших в Німеччині. Наприкінці 1950-х років клуб дебютує в Другій Оберлізі. Надалі виступає в Регіональній лізі та Оберлізі тодішньої ФРН. До середини 1990-х років «Равенсбург» двічі пробивався до Другої Бундесліги у сезоні 1973/74 та 1991/92 років.
До 2007 року «Равенсбург» виступав в Оберлізі.
Сучасна назва клубу з 2010 року.
З сезону 2013/14 років «Равенсбург» постійно виступає в Другій Німецькій хокейній лізі.
За підсумками сезону 2024–25 хокеїсти Равенсбургу поступились у фінальній серії 3–4  команді  «Дрезднер Айслевен».

## Домашня арена
Стадіон CHG-Arena відкрита в 2003 році. Арена вміщує 3418 глядачів.

## Досягнення
Оберліга
- Переможець (2): 1967, 2007

Друга Бундесліга / Друга Німецька хокейна ліга
- Переможець (3): 2010/11, 2018/19, 2022/23